# Elastiska linjens ekvation

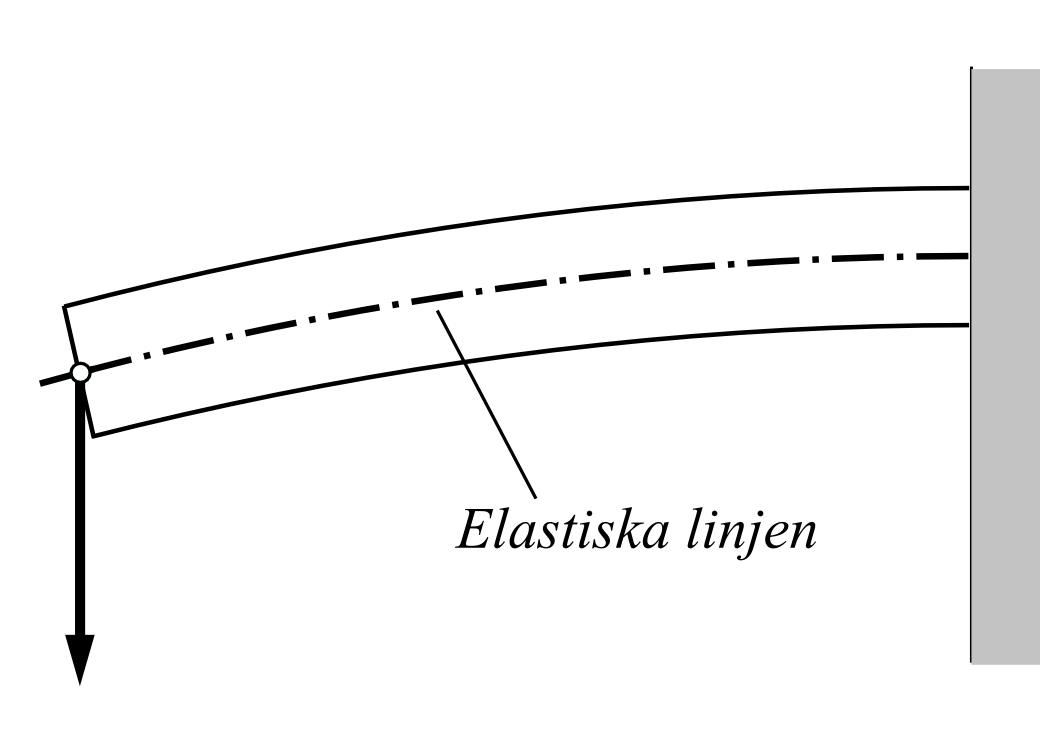
Elastiska linjen för en balk under böjning

Elastiska linjens differentialekvation beskriver böjtröghetsmomentet för en balk vid böjning och är en differentialekvation av andra ordningen:
{\displaystyle \mathrm {M(x)} =\mathrm {-E\,I} {\frac {d^{2}w(x)}{dx^{2}}}}
där 
{\displaystyle M} är böjmomentet,
{\displaystyle E} är elasticitetsmodulen,
{\displaystyle I} är balktvärsnittets böjtröghetsmoment och
{\displaystyle {\frac {d^{2}w}{dx^{2}}}} är utböjningens andraderivata.
Produkten {\displaystyle E\,I} kallas balkens böjstyvhet.
Elastiska linjen är den kurva balkens axel (geometriska orten för tvärsnittsytornas tyngdpunkter) bildar vid balkens deformation. Linjen är en plan kontinuerlig kurva som ligger i böjningsplanet (det plan där spänning/tryck-krafterna orsakade av böjningen är noll).

## Tillämpningar
Elastiska linjens ekvation används för att bestämma balkars böjning respektive lutningsvinklar:
{\displaystyle w(x),\quad {\frac {dw}{dx}}}
Elastiska linjens ekvation kan kombineras med andra ekvationer eller samband, exempelvis
{\displaystyle \mathrm {T(x)} ={\frac {d}{dx}}{\Big (}\mathrm {-EI} {\frac {d^{2}w(x)}{dx^{2}}}{\Big )}}
där {\displaystyle T} är tvärkraften.
{\displaystyle \mathrm {q(x)} ={\frac {d^{2}}{dx^{2}}}{\Big (}\mathrm {EI} {\frac {d^{2}w(x)}{dx^{2}}}{\Big )}}
där {\displaystyle q} är belastningsintensiteten (punktbelastningen) som vid utbredd last beror av lasten per längdenhet {\displaystyle Q/L}. Vanligt är att {\displaystyle q} kan skrivas {\displaystyle q=-Q/L}